# رودني شيلتون فوس
رودني شيلتون فوس (بالإنجليزية: Rodney Shelton Foss)‏ هو ضابط أمريكي، ولد في 8 مايو 1919 في مونتايسلو في الولايات المتحدة، وتوفي في 7 ديسمبر 1941 في Marine Corps Air Station Kaneohe Bay ‏ في الولايات المتحدة.